# Dornstedt
Dornstedt este o comună din landul Saxonia-Anhalt, Germania.